# Kinh tế kế hoạch
Kinh tế kế hoạch (còn được gọi là nền kinh tế kế hoạch tập trung hoặc nền kinh tế chỉ huy) là một nền kinh tế-xã hội trong đó Chính phủ và Nhà nước kiểm soát toàn bộ các yếu tố sản xuất và giữ quyền quyết định việc sử dụng các yếu tố sản xuất cũng như phân phối về thu nhập. Trong một nền kinh tế như vậy, các nhà làm kế hoạch quyết định loại và khối lượng hàng hóa nào sẽ được sản xuất, các xí nghiệp thực thi việc sản xuất này, trái ngược với một nền kinh tế phi kế hoạch.
Trên thực tế, không có một nền kinh tế kế hoạch thuần túy. Ngay cả ở một nền kinh tế được kế hoạch hóa một cách tập trung cao độ như Bắc Triều Tiên, một số quyết định kinh tế thứ yếu vẫn được thực hiện một cách phi tập trung. Ví dụ, với khoản tiền lương mà mình nhận được, người lao động vẫn có thể tự lựa chọn các hàng hóa cụ thể để tiêu dùng.
Các nền kinh tế kế hoạch lớn từng tồn tại trước đây là Liên Xô và Trung Quốc (trong thời kỳ Đại nhảy vọt). Vào đầu những thập niên 1980 và thập niên 1990, chính phủ các nước này dần nới lỏng các biện pháp kiểm soát, cho phép các yếu tố tư nhân tham gia vào quyết định sản xuất, định giá và phân phối sản phẩm. Đến nay, hầu hết các nước trên thế giới thuộc nền kinh tế hỗn hợp thay vì là kinh tế kế hoạch hay kinh tế tư bản chủ nghĩa thuần túy.
Một số nước hiện phát triển theo kiểu nền kinh tế kế hoạch gồm Cuba, Bắc Triều Tiên, Ả Rập Saudi và Belarus 

## Ưu điểm
Nhà nước có thể nhanh chóng huy động một lượng lớn tài nguyên vốn, con người vào các ngành quan trọng. Ví dụ: Các sinh viên giỏi về toán, khoa học, kỹ thuật được đào tạo đặc biệt ở Liên Xô để phục vụ cho ngành quốc phòng và thám hiểm không gian, nên các ngành này có những thành tựu vượt bậc.
Trong các thời kỳ khó khăn (chiến tranh, thiên tai, dịch bệnh), Nhà nước có thể nhanh chóng huy động các nguồn lực cho các lĩnh vực thiết yếu (sản xuất vũ khí, lương thực, thuốc men y tế), đồng thời cắt giảm tối đa các lĩnh vực không thiết yếu (hàng xa xỉ, mĩ phẩm...) để giành nguồn lực cho các lĩnh vực quan trọng hơn. Kinh tế thị trường không cho phép tập trung nhanh chóng các nguồn tài nguyên, năng lực sản xuất vào các mục tiêu khẩn cấp (bởi các nhà sản xuất chỉ quan tâm đến lợi nhuận của bản thân, họ sẽ tập trung sản xuất các mặt hàng có lợi nhuận cao cho bản thân họ chứ không ưu tiên sản xuất hàng hóa thiết yếu mà chính phủ đang cần). Một số nhà sản xuất thậm chí sẽ đi ngược lại lợi ích của quốc gia, ví dụ như bán vũ khí, bí mật công nghệ cho nước đối thủ, hoặc nhận hối lộ của nước đối thủ để ngừng sản xuất hàng hóa thiết yếu cho đất nước. Có thể nói: trong thời kỳ khó khăn thì kinh tế kế hoạch có nhiều ưu điểm hơn kinh tế thị trường. Do vậy, nếu xảy ra  khó khăn (chiến tranh, thiên tai, dịch bệnh), Chính phủ các nước thường chuyển đổi sang nền kinh tế kế hoạch để nhanh chóng đáp ứng các nhu cầu khẩn cấp. Tiêu biểu như Hoa Kỳ: khi Thế chiến 2 nổ ra, nước này đã đình chỉ một phần lớn nền kinh tế thị trường để chuyển sang Kinh tế kế hoạch. Trong thời kỳ cao điểm của Thế chiến 2, gần 40% GDP Hoa Kỳ là để cung ứng cho chiến tranh. Chính phủ ưu tiên cho các ngành sản xuất phục vụ cho mục đích quân sự, gần như tất cả những yếu tố đầu vào (nguyên liệu, nhân công) được phân bổ cho sản xuất chiến tranh. Nhiều loại hàng hoá được phân phối cố định theo tem phiếu, giá cả và tiền lương được Chính phủ kiểm soát, và nhiều loại hàng hoá tiêu dùng (như ô-tô dân dụng) bị cấm sản xuất. Một phần lớn lực lượng lao động được Chính phủ Mỹ điều động vào quân đội Các nước tham chiến khác như Anh, Đức, Nhật, Ý... cũng thi hành những chính sách tương tự.
Việc sản xuất, tiêu dùng được Nhà nước hoạch định, phân phối nên ít xảy ra chênh lệch giàu - nghèo và các hiện tượng xã hội tiêu cực do ham muốn đồng tiền gây ra (như cờ bạc, buôn lậu, tội phạm có tổ chức...)

## Nhược điểm
Vào cuối thập kỉ 80 của thế kỉ XX sự suy thoái của hệ thống kinh tế kế hoạch hóa tập trung bắt đầu xuất hiện. Các nhà khoa học cho rằng sự suy thoái của hệ thống kinh tế kế hoạch hóa tập trung là bởi sự kết hợp của các nguyên nhân:
- Không tạo lập được giá trị kinh tế: các nhà lập kế hoạch trong nền kinh tế kế hoạch hóa tập trung ít quan tâm tới việc sản xuất những hàng hóa và dịch vụ có chất lượng ở mức chi phí tối thiểu. Họ không có động lực để tạo ra giá trị kinh tế cho khách hàng và thỏa mãn nhu cầu người tiêu dùng nhằm tạo cơ sở của sự thành công trong các hoạt động kinh tế và kinh doanh.
- Không tạo ra động lực để thúc đẩy sự phát triển: Khi chính phủ sở hữu hầu hết các nguồn lực kinh tế sẽ làm suy giảm những động lực cho việc tối đa hóa lợi ích thu được của các cá nhân. Có rất ít động lực để tạo ra công nghệ mới, sản phẩm mới, phương thức sản xuất mới... Kết quả là tăng trưởng kinh tế ở mức chậm và mức sống người lao động theo đó cũng chậm tăng lên.
- Không đạt được mức độ phát triển như mong muốn: Sự phát triển kinh tế với tốc độ cao của bốn "con rồng" Châu Á (Hồng Kông, Singapore, Hàn Quốc, và Đài Loan) cho thấy một hệ thống kinh tế dựa trên sở hữu tư nhân có khả năng thúc đẩy sự tăng trưởng tốt hơn là dựa vào nền kinh tế kế hoạch hóa tập trung.
- Không thỏa mãn nhu cầu người tiêu dùng: Thực tế cho thấy, tại nhiều nền kinh tế kế hoạch hóa tập trung, mức sống của người tiêu dùng ở mức thấp hơn nhiều so với các quốc gia có nền kinh tế thị trường phát triển. Mặc dù về mặt nguyên lí, kinh tế kế hoạch hóa tập trung với mục tiêu là tạo ra một hệ thống công bằng hơn đối với quá trình phân chia của cải, nhưng do việc vận hành bị cứng nhắc, chậm thay đổi nên hệ thống này có thể bị thiếu ngay cả những sản phẩm thiết yếu như thực phẩm, các dịch vụ công cộng, nhà ở hoặc những sản phẩm phục vụ cho nhu cầu cuộc sống hàng ngày.

### Thiếu dữ liệu
Theo Friedrich August von Hayek (1899–1992), cơ quan hoạch định của một nền kinh tế kế hoạch không bao giờ có đủ tất cả dữ liệu về khả năng và nhu cầu của các cá nhân, mà cần thiết cho một kế hoạch kinh tế thích đáng. Những người hoạch định vì không có đủ thông tin về tất cả các thông số, nên sẽ đưa ra những quyết định thiếu hiệu quả. Không phải tất cả các nhu cầu đều có thể nhận ra trong lúc lập kế hoạch, kết quả là kế hoạch sản xuất bị lệch, đưa đến sự dư thừa hay thiếu thốn hàng hóa. So sánh với một nền kinh tế thị trường, mà theo Hayek mỗi cá nhân đều hiểu rõ nhu cầu của mình và nhu cầu này sẽ được phản ánh qua hệ thống giá cả do đó giá có thể điều chỉnh cung cân bằng với cầu dẫn đến không có hay ít xảy ra sự phung phí về tài nguyên hay sức lao động do mất cân bằng cung cầu.
Sư thiếu dữ liệu của người hoạch định là một trong những nguyên nhân chính khiến mô hình kinh tế kế hoạch (kinh tế chỉ huy) bị chỉ trích nặng nề hay đã thất bại. Tuy nhiên, kinh tế kế hoạch có thể thực hiện tốt nếu các quá trình và các cá nhân nằm trong một khuôn khổ có thể quản lý được chẳng hạn như một doanh nghiệp hay một hợp tác xã.